# Cornelius Sjöcrona (1824–1906)
Cornelius Alexander Sjöcrona, född 19 september 1824 på Gustavslund utanför Helsingborg, död 1 november 1906 på Helgenäs utanför Kristianstad, var en svensk militär.
Cornelius Sjöcrona var son till överjägmästaren Johan Joachim Sjöcrona och Louise Falkman samt bror till Aron Siöcrona. Han blev sergeant vid Skånska dragonregementet 1841, avlade officersexamen 1842, blev underlöjtnant vid Skånska dragonregementet 1841 och löjtnant där 1852. Sjöcrona blev ryttmästare 1862, var landstingsman för Södra Åsbo härad 1863–1869 och för Kristianstad 1879, 1881, och 1883–1886. Han blev överstelöjtnant och premiärmajor 1865, överste 1868 och var chef för Skånska dragonregementet 1868–1886. Sjöcrona blev ordförande i skånska lantbruksinstitutet i Kristianstad 1870, var ledamot av stadsfullmäktige i Kristianstad 1873–1894 och dess ordförande 1874–1894. År 1884 blev han generalmajor i armén. Sjöcrona var från 1886 ordförande i Kristianstads sparbanks styrelse, ordförande i Skånska skytteföreningen och dess hedersledamot från 1890 samt inspektor vid Kristianstads folkskolor från 1891. Han blev 1866 riddare och 1875 kommendör av första klass av Svärdsorden, 1870 kommendör av första klass av Vasaorden och 1880 riddare av andra klass av Röda örns orden. Sjöcrona har en gata uppkallad efter sig i Kristianstad, Sjöcronas gata.